# Девушки-рабыни из бесконечности
«Девушки-рабыни из бесконечности» (англ. Slave Girls From Beyond Infinity) — фильм 1987 года жанра секс-эксплуатации вдохновлён одноимённой историей Ричарда Коннелла 1924 года «Самая опасная игра», перенесённой на инопланетный мир и дополненной образами женщин-заключённых в бикини и причудливыми космическими монстрами. Фильм был снят режиссёром Кеном Диксоном, в главных ролях участвовали Элизабет Кейтан, Синди Бил, Бринке Стевенс, Дон Скрибнер и Карл Хорнер.

## Сюжет
Дарья и Тиса, девушки заключённые которые бегут из космической тюрьмы угнав в шаттл, они совершили аварийную посадку на неизвестной планете. Их спасает загадочный человек по имени Зед — единственный обитатель планеты, живущий в крепости под охраной двух роботов.
После тёплого приёма и ужина они узнают от других гостей, Рика и его сестры Шалы, что предыдущие выжившие исчезли при странных обстоятельствах. Ночью героини находят комнату трофеев — стена украшена головами прошлых гостей, на которых Зед охотился ради развлечения.
Рик и Дарья пытаются подготовиться к противостоянию, но Зед захватывает Шалу и насилует её, чтобы заставить Рика принять участие в своей «охоте». Поняв, что времени почти не осталось, девушки ищут пути к спасению, используя хитрость и отвлекающие манёвры.
В итоге Рик становится жертвой Зеда, а Дарья, Тиса и Шала оказываются пленницами. Во время охоты Шала жертвует собой, чтобы спасти Тису. Оставшиеся двое находят древний храм в «Призрачной зоне», где получают лазерное оружие. Вернувшись, они сталкиваются с Зедом, который преследует их вместе с порождением храма.
Дарья чудом выживает после падения с обрыва, возвращается и вступает в схватку с Зедом, которого в конечном итоге убивает монстр. Победив оставшуюся угрозу, женщины находят корабль, покидают планету.

## Прокат
Фильм получил ограниченный прокат в США в сентябре 1987 года, его дистрибуцией занимала компания Urban Classics, принадлежащая Чарльзу Бенду.
В 1999 году фильм был выпущен на DVD в США компанией Cult Video, дочерним предприятием Full Moon Entertainment.

## В ролях
- Элизабет Кейтан (Elizabeth Kaitan, указана как Elizabeth Cayton в титрах)[5] — Дарья, беглая заключённая из космической тюрьмы и неформальный лидер группы.
- Синди Бил (Cindy Beal) — Тиса, подруга Дарьи и её напарница по побегу.
- Дон Скрибнер (Don Scribner) — Зед, загадочный одиночка-охотник, живущий на планете в уединённой крепости.
- Бринке Стевенс (Brinke Stevens) — Шала, выжившая после предыдущей аварии и жертва Зеда.
- Карл Хорнер (Carl Horner) — Рик, брат Шалы и опытный охотник с верным охотничьим ножом.
- Кирк Грэйвз (Kirk Graves) — Вак, один из двух роботов, охраняющих крепость Зеда.
- Рэндолф Роублинг (Randolph Roehbling) — Крел, второй робот, исполняющий роль слуги и хранителя крепости.
- Фред Тейт (Fred Tate) — Инопланетный мутант, горбатое существо с лазерным ружьём вместо руки.

## Критика
Фильм подвергся особой критике в Сенате Соединенных Штатов со стороны Джесси Хелмса (республиканец от Северной Каролины) в 1992 году. Сенатор Хелмс привел случай, когда некоторые из его избирателей случайно наткнулись на фильм, просматривая кабельные каналы, в качестве обоснования внесения поправок в Закон о кабельном телевидении от 1992 года. Хелмс хотел заставить кабельных операторов блокировать «непристойные» передачи, если клиенты специально не попросят об этом в письменной форме. Поправка была отменена Федеральным судом США в 1993 году, а решение было оставлено в силе Верховным судом Соединенных Штатов в 1996 году.